# 1. FC Neubrandenburg 04
Der 1. FC Neubrandenburg 04 ist ein Fußballverein aus Neubrandenburg in Mecklenburg-Vorpommern.

## Geschichte

### Betriebssportgemeinschaft Turbine Neubrandenburg
Nach der Auflösung aller bürgerlichen Vereine zum 1. Januar 1946 gründete sich 1947 die Sportgemeinschaft (SG) Neubrandenburg, die sich kurz darauf den Namen SG Fritz Reuter gab. Am 1. Mai 1950 wurde die Sportgemeinschaft zur Sicherung der finanziellen Basis in die Betriebssportgemeinschaft (BSG) Energie Neubrandenburg umgewandelt. Im gleichen Jahr wurde die Fußballmannschaft, die bisher stets in der höchsten Spielklasse Mecklenburgs vertreten gewesen war, Sieger der Staffel Ost der Landesliga und später mecklenburgischer Vizemeister. Als 1952 mit der Schaffung der DDR-Bezirke die drittklassigen Bezirksligen eingeführt wurden, trat die Fußballmannschaft in der Bezirksliga Neubrandenburg unter der neuen Bezeichnung BSG Turbine an. In der ersten Spielzeit wurde erneut die Vizemeisterschaft errungen, 1953/54 wurde die BSG Turbine Bezirksmeister und qualifizierte sich dadurch für die DDR-Liga. Der 12. Platz reichte am Ende nicht für den Klassenerhalt, sodass die Mannschaft in die II. DDR-Liga absteigen musste. Auch hier reichte die Spielstärke nicht aus, und so fand sich Turbine Neubrandenburg 1957 in der nun viertklassigen Bezirksliga wieder. Als Vizemeister hinter dem Lokalrivalen Vorwärts Neubrandenburg gelang aber der sofortige Aufstieg. Am 1. Mai 1962 wurde die Sektion Fußball aus der BSG Turbine herausgelöst und in den neu gegründeten SC Neubrandenburg eingegliedert.

### SC Neubrandenburg

Logo SC Neubrandenburg

Der Sportklub übernahm noch in der laufenden Saison 1961/62 den Platz der BSG in der II. DDR-Liga und qualifizierte sich als Tabellendritter für die zweitklassige DDR-Liga. Nach einem 10. Platz am Ende der Saison 1962/63 in der Ligastaffel Nord wurde der SC 1963/64 überraschend Staffelsieger und stieg in die Oberliga, die höchste Spielklasse der DDR, auf. Wesentlichen Anteil am Aufstieg hatte mit 12 Toren in 23 Spielen der guineische Stürmer Chérif Souleymane. Als Ausländer erhielt der spätere afrikanische Fußballer des Jahres 1972 jedoch keine Spielberechtigung für die Oberliga und musste den Verein verlassen. Ohne ihn, mit einem Kader, dessen Altersdurchschnitt 23 Jahre betrug und dessen Spieler keine Oberligaerfahrung hatten, reichte es in der Oberligasaison 1964/65 nur zu einem 13. Platz, der den sofortigen Abstieg bedeutete.
Stammelf im 3-2-5-System:

Peter Below (20 Einsätze) – Wolfgang Hillmann (20), Manfred Kustak (20), Siegfried Nathow (24) – Franz Strahl (24), Meinhard Uentz (17) – Friedhelm Boldt (23), Erich Hamann (26), Kurt Weisser (25), Hans-Joachim Steinfurth (26), Wilfried Voigt (17)
Hamann (173 Oberligaspiele bei Vorwärts Berlin/Frankfurt und dreifacher Nationalspieler), Nathow (159 Oberligaspiele in Stendal und Erfurt) und Uentz (112 Oberligaspiele bei Union Berlin) kamen später zu einer erfolgreichen Karriere.

### BSG Post Neubrandenburg

Logo BSG Post Neubrandenburg

Ende 1965 wurden die Fußballsektionen aus den Sportklubs herausgelöst und in eigenständige Fußballclubs umgewandelt. Für die leistungsschwachen Sektionen in Potsdam, Cottbus und auch in Neubrandenburg galt die FC-Bildung jedoch nicht. In Neubrandenburg wurde zunächst am 19. Januar 1966 die Fußball-Spielvereinigung (FSV) Neubrandenburg gegründet, die sich am 26. April 1966 der BSG Post Walter Block Neubrandenburg anschloss. Die Fußballmannschaft spielte bis zum Ende des DDR-Fußballs in der DDR-Liga, verpasste in den ersten zwei Jahren als Tabellenzweiter nur knapp den Wiederaufstieg und pendelte sich danach bis in die 1980er Jahre hinein, bis auf wenige Ausnahmen (1971 13., 1973 9. im Zwölferfeld), in der oberen Tabellenhälfte ein. Als ab 1984 die DDR-Liga von fünf auf zwei Staffeln reduziert wurde, geriet die BSG nahe an die Abstiegsplätze, ehe 1988 wieder Anschluss an die oberen Ränge gefunden wurde. Bis 1984 war, bis zu dessen Auflösung, Lokalrivale ASG Vorwärts ein hartnäckiger Ligakonkurrent, mit Ausnahme einiger Jahre, in denen beide Mannschaften in unterschiedlichen Staffeln spielten. In der Summe der Ligapunkte zwischen 1966 und 1984 hat Post mit 518:512 nur einen knappen Vorsprung. Die BSG Post spielte bis 1985 im 10.000 Zuschauer fassenden Friedrich-Ludwig-Jahn-Stadion, danach zog man in das um 5.000 Zuschauerplätze größere Günther-Harder-Stadion. Das letzte DDR-Ligajahr beendete Post Neubrandenburg mit einem 9. Rang. Dass die Qualität der Mannschaft seit dem Oberligazwischenspiel nicht höheren Ansprüchen genügte, macht auch der Umstand deutlich, dass danach mit Gerd Kische (181 Oberligaspiele für Hansa Rostock, 63 Länderspiele) und Dieter Lenz (132 Oberligaspiele für Hansa Rostock) nur zwei Post-Spieler eine überdurchschnittliche Karriere machten. Auch der ständige Trainerwechsel (fünf in den letzten 10 Jahren bis 1990) ließ damals keine Kontinuität erkennen.

## Vereinsbildung nach 1990
Mit der 1990 eingetretenen Veränderung der ökonomischen Verhältnisse in Ostdeutschland, nach der deutschen Wiedervereinigung, konnte die Betriebssportgemeinschaft in ihrer bisherigen Form nicht weiterbestehen. So gründeten bisherige BSG-Post-Mitglieder im Laufe des Jahres 1990 den Mecklenburger Sportverein Post Neubrandenburg, dessen Fußballabteilung sich für die drittklassige NOFV-Oberliga qualifiziert hatte. Von 1991 bis 1993 nannte sich der Verein SV Post Telekom, anschließend FC Neubrandenburg und ab 1999 nach der Fusion mit dem SV Tollense Neubrandenburg in FC Tollense Neubrandenburg um.
Mit einem 14. Platz nach der Saison 1994/95 musste der FC in die Verbandsliga Mecklenburg-Vorpommern absteigen. Am 1. Juli 2004 fusionierte der FC Tollense erneut, diesmal mit dem SV NEVAG (Neubrandenburger Verkehrs AG) zum 1. FC Neubrandenburg 04, der 2005 einen weiteren Abstieg in die Landesliga verkraften musste.
Jedoch gelang nach einer guten Saison der direkte Wiederaufstieg in die höchste Spielklasse des Bundeslandes. In der Saison 2006/07 erreichte der 1. FCN 04 nach einer durchwachsenen, aber dennoch für einen Aufsteiger sehr akzeptablen Saison den 8. Tabellenplatz. Nach einem Jahr Eingewöhnungszeit in der Verbandsliga wollten die Blau-Weißen in der Saison 2007/2008 die oberen Tabellenplätze in Angriff nehmen. Dies gelang ihnen auch mit Erreichen des 4. Ranges. Im Mecklenburg-Vorpommern-Pokal ist der 1. FCN 04 bis in das Halbfinale vorgedrungen, musste sich dort aber gegen den FC Anker Wismar geschlagen geben. Bis zum Jahre 2004 waren die Vereinsfarben gelb (Trikots) und blau (Shorts). Seit der Fusion und dem Neuanfang wurden die Farben in blau-weiß geändert. Das traditionelle Gelb ist auf Wunsch der Fans hin aber als Ausweichfarbe geblieben und wird für die Auswärtstrikots genutzt. 2011 wurde der 1. FCN 04 Meister der Verbandsliga in Mecklenburg-Vorpommern und stieg wieder in die seit 2008 fünftklassige Oberliga Nordost auf.
Am 30. April 2014 gewann der 1. FC Neubrandenburg 04 den Mecklenburg-Vorpommern-Pokal durch ein 4:0 gegen den Sievershäger SV 1950 und qualifizierte sich dadurch für die Teilnahme an der ersten Hauptrunde im DFB-Pokal 2014/15, in der man dem Karlsruher SC mit 1:3 unterlag.
Am 3. März 2016 wurde durch den Vereinspräsidenten Torsten Hanke beim zuständigen Amtsgericht Neubrandenburg die Eröffnung eines Insolvenzverfahrens beantragt. Der Abstieg der 1. Männermannschaft aus der Oberliga Nordost war damit besiegelt. Im Sommer des Folgejahres wurde das Insolvenzverfahren bereits beendet. Seit der Saison 2016/17 trat die Erste Mannschaft somit in der sechstklassigen Verbandsliga an und belegte in den letzten Jahren stets Plätze im oberen Tabellendrittel.

## Namenshistorie
- 1947–1950 SG Fritz Reuter Neubrandenburg
- 1950–1952 BSG Energie Neubrandenburg
- 1952–1961 BSG Turbine Neubrandenburg
- 1961–1966 SC Neubrandenburg
- Januar bis April 1966 FSV Neubrandenburg
- 1966–1990 BSG Post Neubrandenburg
- 1990–1991 MSV Post Neubrandenburg
- 1991–1993 SV Post Telekom Neubrandenburg
- 1993–1999 FC Neubrandenburg
- 1999–2004 FC Tollense Neubrandenburg
- seit 2004 1. FC Neubrandenburg 04

## Ligazugehörigkeit
- 1946/47: Landesklasse West Mecklenburg
- 1947/48: Bezirksliga
- 1948/49–1949/50: Landesklasse Ost (1950 Aufstieg)
- 1950/51–1951/52: Landesliga
- 1952/53–1953/54: Bezirksliga Neubrandenburg (1954 Aufstieg)
- 1954/55: DDR-Liga (Abstieg)
- 1956: 2. DDR-Liga (Abstieg)
- 1956–1957: Bezirksliga Neubrandenburg (1957 Aufstieg)
- 1958–1962: 2. DDR-Liga (1962 Aufstieg)
- 1962/63–1963/64: DDR-Liga (1964 Aufstieg)
- 1964/65: DDR-Oberliga (Abstieg)
- 1965/66–1990/91: DDR-Liga
- 1991/92–1994/95: Oberliga Nordost (1995 Abstieg)
- 1995/96–2004/05: Verbandsliga M-V (2005 Abstieg)
- 2005/06: Landesliga Ost (Aufstieg)
- 2006/07–2010/11: Verbandsliga M-V (2011 Aufstieg)
- 2011/12–2015/16: Oberliga Nordost (Abstieg wegen Insolvenz)
- seit 2016/17: Verbandsliga M-V

## Stadion
Der 1. FC Neubrandenburg 04 trägt seine Heimspiele auf dem etwa 5000 Zuschauern Platz bietenden, so genannten neu.sw Stadion am Jahnstadion aus. Außerdem steht der Kunstrasenplatz der Sportanlage Stargarder Bruch zur Verfügung. Das ehemalige „Günther-Harder-Stadion“, das von 1985 bis 1991 die Heimspielstätte war, musste 1992 einem Krankenkassenneubau weichen. Im Jahr 2017 sicherten sich die Neubrandenburger Stadtwerke die Namensrechte für 25 Jahre am ehemals „Ligaplatz“ genannten Stadion. Seitdem trägt es den Namen „neu.sw Stadion“.

## Bekannte ehemalige Spieler seit 1990
- Tim Borowski stammt aus der Jugendarbeit des Vereins und war von 1985 bis 1996 in Neubrandenburg, wechselte dann zu Werder Bremen, wo er bis Sommer 2008 unter Vertrag war, wechselte dann zum FC Bayern München. 2009 kehrte Borowski nach nur einem Jahr beim FC Bayern im Sommer nach Bremen zurück.
- Roland Benschneider stammt ebenso aus der Jugendarbeit des FC und war von 1984 bis 1998 in Neubrandenburg, heute ist er beim FC Augsburg unter Vertrag, weitere Vereinsstationen: Energie Cottbus, Tennis Borussia Berlin, Eintracht Trier, Arminia Bielefeld und 1. FC Köln
- Jörg Stübner spielte Anfang der 1990er Jahre zum Ende seiner Laufbahn beim FC Neubrandenburg
- Marco Zallmann bis 1992 Spieler bei Post Neubrandenburg, wechselte anschließend zu Hansa Rostock

## Frauenfußball
Zum 1. Januar 2009 fusionierte der reine Frauenfußballverein FFV Neubrandenburg mit dem 1. FC Neubrandenburg 04. Der FFV spielte die Saison 2008/09 in der drittklassigen Regionalliga Nordost noch unter dem alten Namen zu Ende und tritt ab der Saison 2009/10 unter dem neuen Namen an.
In den 1970er Jahren wurde bei Nagema Neubrandenburg erstmals eine Frauenmannschaft eingerichtet. Nach der Wiedervereinigung wechselte die Abteilung zum Polizei Sportverein. Unter diesem Namen gelang 2001 der Aufstieg in die damals noch zweitklassige Regionalliga Nordost. Ein Jahr später, am 17. Januar 2002, wechselte die Abteilung zum neugegründeten FFV. Größter Erfolg des FFV war der Aufstieg in die 2. Bundesliga im Jahre 2005. Nach drei Jahren in der 2. Liga stieg die Mannschaft 2008 ab. Als Mecklenburg-Vorpommern-Pokalsieger 2009 durfte der 1. FCN 04 am DFB-Pokal teilnehmen, unterlag der SG Lütgendortmund (Regionalliga West) aber in Runde eins mit 2:3.
Die C-Juniorinnen des 1. FCN 04 erreichten in der Saison 2014/15 eine Torquote von 19,56 und damit die höchste unter allen Meisterschaftswettbewerbern im deutschen Fußball.
Der FFV bzw. dessen Vorläufer brachten mit Viola Odebrecht eine deutsche Nationalspielerin und mit Stefanie Draws eine U-19-Europameisterin hervor. Beide spielten bei verschiedenen Bundesligavereinen.

## Fanclub
Seit dem Jahre 2006 unterhält der Verein über seinen Fanclub „Vier-Tore-Inferno“ eine Fanfreundschaft zum schottischen Amateurclub Clydebank FC. Diese Freundschaft sorgte dafür, dass sich einige Fans des mecklenburgischen Fünftligisten im Jahr 2006 auf die Reise machten, um dem Clydebank FC und seinen Fans, den Bankies, einen Besuch abzustatten. Die Freundschaft beider Clubs wurde durch diese Reise gefestigt, sodass sich im Jahr 2007 auch einige Bankies auf die Reise nach Neubrandenburg machen wollten, um vor Ort mehr Eindrücke über die Stadt und den Verein sammeln zu können. Eine andere Fanfreundschaft besteht mit dem Brandenburger SC Süd.
Von regionaler Rivalität geprägt sind die Duelle mit der TSG Neustrelitz.